# Wrzosy (Paczyna)
Wrzosy – część wsi Paczyna w Polsce, położona w województwie śląskim, w powiecie gliwickim, w gminie Toszek.
W latach 1975–1998 Wrzosy administracyjnie należały do województwa katowickiego.